# Zhaocheng
Der Kreis Zhaocheng (chinesisch 趙城縣) ist ein ehemaliger Kreis in der chinesischen Provinz Shanxi. Sein Gebiet befand sich im Nordteil des heutigen Kreises Hongdong (洪洞).